# 板垣英憲
板垣 英憲（いたがき えいけん、本名「ひでのり」、1946年〈昭和21年〉8月7日 - ）は、日本の政治評論家、ジャーナリスト。

## 経歴
広島県呉市に生まれる（旧本籍地は鳥取県東伯郡大栄町（現北栄町）､現在はさいたま市在籍）。 東工大理工学部附属工業高校、中央大学法学部法律学科、海上自衛隊幹部候補生学校入校（第23期一般幹部候補生課程）。

### 新聞記者として
1972年、毎日新聞社東京本社記者となり、社会部、政治部に所属。首相官邸に詰め福田赳夫・大平正芳、安倍晋太郎・田中六助各内閣官房長官の番記者を担当した。日本医師会、日本歯科医師会、全国健康保険組合連合会や、経済部に籍を置いて東証記者クラブにも所属、東京証券取引所、四大証券会社（大和・日興・野村・山一）、公正取引委員会などを担当した。

### 評論家として
1985年、政治経済評論家として独立しエスタブリッシュメント・オフィス（個人事務所）を設立。執筆、講演活動、選挙プロモート事業などを行う。
政府は隠蔽体質であるとし、河野外相がCIAと北朝鮮に密かに喝破されていた等の告発を行って議論を呼んだ。

### 参院選出馬
1989年、安西愛子が党首のミニ政党「太陽の会」公認で第15回参議院議員通常選挙の千葉県選挙区に立候補し、落選した。

## 主な著書
外部リンク「著書一覧」も参照
- 『小沢一郎という男の野望』（大陸書房　1992年）
- 『成動乱 ―小沢一郎の野望―』（DHC　1993年）
- 『なぜ・・田中眞紀子は吼えるのか』（ベストセラーズ　1993年）
- 『土井たか子の挑戦』（DHC　1993年）
- 『細川家の大陰謀』（ベストセラーズ 1994年）
- 『史上最強の父娘　田中角栄・田中眞紀子』（ベストセラーズ 1994年）
- 『風切り龍太郎十番勝負　―橋本龍太郎―』（DHC 1994年）
- 『自民党教書』（データハウス 1994年）
- 『武村正義のマキャベリズム』（DHC 1994年）
- 『自・社連合が小沢一郎への逆襲をはじめた』（ポケットブックス 1994年）
- 『田中眞紀子という生き方』（ベストセラーズ 1994年）
- 『ズバリ眞紀子節 ―田中眞紀子は父･角栄を超えられるか―』（こう書房 1994年）
- 『小沢一郎総理大臣待望論』（ジャパンミックス 1994年）
- 『自民党教書 ―総選挙編―』（データハウス 1994年）
- 『山田かまち伝説』（データハウス 1994年）
- 『新進党教書』（データハウス 1995年）
- 『大蔵日銀　闇将軍』（泰流社 1995年）
- 『小沢一郎の時代』（同文書院　1996年）
- 『永遠のナンバー2　後藤田正晴・男の美学』（近代文藝社　1996年）
- 『がんばれ　菅直人』（同文書院　1996年）
- 『鳩山由紀夫で日本はどうなる』（経済界　1996年）
- 『孫正義 常識を破って時代を動かす』（日本文芸社　1997年）
- 『オウム事件と宗教政治戦争』（三一書房　1997年）
- 『東京地検特捜部 ―鬼検事たちの秋霜烈日―』（同文書院　1998年）
- 『国際金融資本の罠に嵌った日本』（日本文芸社　1999年）
- 『田中眞紀子が天下をとる日』（ベストセラーズ 2000年）
- 『小泉純一郎　恐れずひるまずとらわれず』（ベストセラーズ 2001）
- 『ブッシュの陰謀』（ベストセラーズ 2002年）
- 『石原慎太郎の日本を救う決断』（青春出版社　2003年）
- 『小泉・安倍vs小沢・菅の国盗り戦争』（日新報道　2003年）
- 『日本変革 菅直人＋小沢一郎は政治をどう変えるのか』（ベストセラーズ、2003年）
- 『戦国自民党50年史』（花伝社、2005年）
- 『政治家の交渉術』（成美堂出版、2006年）
- 『渡部恒三　民主党を救った会津魂』（ごま書房、2007年）
- 『これが上田流県政改革だ』（日新報道、2007年）
- 『政権交代　小沢一郎最後の戦い』（共栄書房、2007年）
- 『ロックフェラーに翻弄される日本』（サンガ、2007年）
- 『総理大臣　小沢一郎』（サンガ、2007年）
- 『老害政治』（光文社、2007年）
- 『民主党派閥闘争史』（共栄出版、2008年）
- 『鳩山家の使命』（サンガ、2008年）
- 『友愛革命　―鳩山由紀夫の素顔―』（共栄書房、2009年）
- 『民主党政変　政界大再編』（ごま書房新社、2010年）
- 『ザ・対決　権力闘争の日本史』（世界文化社、2012年）
- 『TPP本当のネライ ―あなたはどこまで知っていますか―」（共栄書房、2013年）
- 『ロスチャイルドの世界派遣奪還で日本の《政治・経済権力機構》はこうなる』（ヒカルランド、2013年）
- 『中国4分割と韓国消滅　ロスチャイルドによる衝撃の地球大改造プラン　金塊大国日本が《NEW大東亜共栄圏》の核になる』（ヒカルランド、2014年）
- 『縄文八咫烏直系! 吉備太秦と世界のロイヤルファミリーはこう動く』（ヒカルランド　2014年）
- 『吉備太秦が語る「世界を動かす本当の金融のしくみ」』（ヒカルランド、2015年）
- 『嘘だらけ世界経済』（ヒカルランド、2015年）
- 『「悪の地政学」と「悪の戦争経済」でわかった日本人が背負う《世界大戦》重大リスク』（ヒカルランド、2016年）
- 『ヒナ型NIPPONの《2018:ミロク世グレン》の仕組み　天変地異も闇の世界権力も全てを抱き参らせて進め!』（ヒカルランド、2016年）

## 主な役職
- 「板垣英憲マスコミ事務所」（個人事務所）代表
- 「全国マスコミ研究会」（任意団体）顧問